# День відродження
День Відродження (復活の日, Fukkatsu no hi) — науково-фантастичний роман японського письменника Сакьо Комацу 1964 року.

## Сюжет
Під час аварії літака вивільняється вірус, розроблений американськими військовими, який за кілька місяців знищує майже все людство. Лише невелика група дослідників в Антарктиді пережила катастрофу, тому що при екстремально низьких температурах вірус поводиться пасивно. Але небезпека ще не минула, оскільки божевільний генерал запрограмував ядерний арсенал США на автоматичний самозахист, який, ймовірно, спрацює через неминучий землетрус. Якщо це станеться і Радянський Союз буде атакований, автоматично відбудеться масована контратака, яка потім також вразить Антарктиду. Тому японський сейсмолог вирішує поїхати до Вашингтона, щоб запобігти катастрофі.
День Відродження мав великий успіх в Японії та був перекладений багатьма мовами.

## Екранізації
У 1980 році була знята екранізація роману під назвою Вірус. Кінджі Фукасаку став режисером фільму.